# Aglaenita bipunctata
Aglaenita bipunctata är en insektsart som beskrevs av Maximilian Spinola 1850. Aglaenita bipunctata ingår i släktet Aglaenita och familjen dvärgstritar. Inga underarter finns listade i Catalogue of Life.